# Designações da Organização do Tratado do Atlântico Norte
As designações da NATO (ou OTAN), ou códigos da NATO, são nomes de código utilizados para descrever equipamento militar soviético/russo ou chinês, providenciando nomes claros e precisos no lugar dos termos originais, que podem ser confusos ou mesmo desconhecidos. Muito deste equipamento assim descrito ainda está em operação em todo o mundo, pelo que estas designações são ainda frequentemente utilizadas.